# Contea di Granville
La contea di Granville, in inglese Granville County, è una contea dello Stato della Carolina del Nord, negli Stati Uniti. La popolazione al censimento del 2000 era di 48 498 abitanti. Il capoluogo di contea è Oxford.

## Storia
La contea di Granville fu costituita nel 1746.